# 呉吉男
呉 吉男 (オ・ギルナム、1942年 - ）は、大韓民国出身の経済学者。妻は「良心の囚人」といわれる申淑子。呉が北朝鮮からデンマークに亡命したのち、申は娘たちとともに耀徳強制収容所に送還された。

## 略歴
1970年、ソウル大学校のドイツ文学博士課程を修了後、ドイツ連邦共和国（当時は、西ドイツ）に留学して経済学を学んだ。1972年には、テュービンゲンで看護師として働いていた申淑子と結婚。呉は西ドイツにあって、反朴正煕、韓国民主化運動にもたずさわっていた。1985年までキール近くのクロンスハーゲンに住み、1976年生まれの恵媛（ヘウォン）と1978年生まれの圭媛（キュウォン）の2人の娘がいて、経済的には楽ではなかったが、仲の良い家族であった。しかし、1985年12月、北朝鮮工作員の甘言に騙されたことが家庭崩壊を招いた。呉は、北朝鮮に行けば教授の職が用意されており、当時交通事故でケガをした妻の申淑子に最高の治療を施すことができると包摂され、さらに申の故郷である統営市出身の現代音楽家尹伊桑、ドイツ在住の学者宋斗律がこれを積極的に後押しした。申は「北朝鮮は信じられない」「北には自由がない」と反対したが、呉の考えは変わらず、その年家族ごと北朝鮮に移った。ルートは、西ベルリンから東ベルリン、モスクワを経由して平壌というコースであった。
北朝鮮では、彼らは外部から遮蔽されて3か月にわたって洗脳教育を受けた。その後、呉吉男は対南宣伝放送の「救国の声」の放送要員に配置された。そのとき、大韓航空機YS-11ハイジャック事件（1969年）以来抑留されている2人の客室乗務員（ソン・ギョンフィ、チョン・ギョンスク）がやはりプロパガンダ放送をさせられていることを知り、彼女らを含む韓国人拉致被害者たちと会ったことを彼は証言している。さらに北朝鮮抑留中、呉吉男は日本人拉致被害者の石岡亨、生島孝子を目撃したという。
約1年後、呉吉男に「ドイツに留学している韓国人夫婦を拉致して連れてくるように」という当局からの指令が下った。妻は呉に「自分の誤った判断で代価を払うことは仕方がないが、別の犠牲者を作れという指令には協力しないで逃げて。子どもたちが卑劣な犯罪共謀者の娘になるようなことはあってはいけない。脱出に成功すれば私たちを救出してほしいが、それができない場合は、私たちは死んだと思って」と語った。呉吉男は工作員としてドイツに送られ、1986年11月に監視員の目を盗んでデンマークのコペンハーゲンから脱出することはできたものの、家族を救うことはできなかった。申と2人の娘は1987年末、政治犯収容所（管理所）の「耀徳強制収容所」（第15号管理所）に収監された。脱出後、呉は隠密裏に尹伊桑に会い、北朝鮮にいる家族の送還を数回要請したが、尹は最後には呉に「恩恵を施した金日成主席を裏切ったので家族を人質にするほかない。再び北朝鮮に入国して忠誠を誓え」と言い放ち、服従を強制した。1991年、尹伊桑は、北にいる妻と娘の録音テープを聞かせ、北朝鮮に帰るよう、脅迫まがいの行動すら行っている。呉吉男は、アムネスティ・インターナショナルや赤十字国際委員会などに、妻子の安否調査と救出を訴えた。6年にわたる救出活動は失敗し、1992年、呉はドイツ駐在韓国大使館に自首し、韓国に帰国した。妻子は朝鮮民主主義人民共和国の強制収容所に収容されたままの状態が続いている。

## 著書
- 金民柱 訳『恨・金日成―金日成よ、私の妻と子を返さぬまま、なぜ死んだ!』ザマサダ、1994年8月。ISBN 978-4915977046。